# Streethouse
Streethouse är en by i Wakefield i West Yorkshire i England. Byn är belägen 16,7 km 
från Leeds. Orten har 1 691 invånare (2016).